# バッチョ・バンディネッリ
バッチョ・バンディネッリとして知られるバルトロメーオ・ブランディーニ（Baccio Bandinelli 、本名: Bartolomeo Brandini、1488年10月7日 - 1560年2月7日）はイタリアの彫刻家である。ミケランジェロ・ブオナローティやベンヴェヌート・チェッリーニと同時代の彫刻家である。

## 略歴
フィレンツェの有名な金細工師、Michelangelo de Viviano de Brandiniの息子に生まれた。彫刻家、ジョヴァンニ・フランチェスコ・ルスティチ(Giovanni Francesco Rustici: 1475–1554)の弟子であった。古代の彫刻を研究し、1514年にサンタ・マリア・デル・フィオーレ大聖堂のために制作した使徒ペトロの像で注目され、1515年にメディチ家出身の教皇レオ10世に招かれてローマに移った。ローマでも多くの古代彫刻を研究することができた。それらの中には1506年に発掘された『ラオコーン像』もあり、教皇の注文でその複製を制作した。
メディチ家から多くの注文を受けるようになり、1521年に亡くなったレオ10世や1534年に亡くなったクレメンス7世のサンタ・マリア・ソプラ・ミネルヴァ教会の廟墓を制作し、ミケランジェロのダビデ像も置かれたフィレンツェのシニョリーア広場に設置された『ヘラクレスとカクス』などが代表作である。
1530年代の終わりにバンディネッリはローマからフィレンツェに戻り、フィレンツェ公になったコジモ1世の宮廷で働いた。フィレンツェのバンディネリの工房では、後に『画家・彫刻家・建築家列伝』を著すジョルジョ・ヴァザーリも働いたが、ヴァザーリはその著作でバンディネリに批判的な批評をすることになった。
バンディネッリの人物像についてはミケランジェロの才能への嫉妬心からミケランジェロの壁画の下絵を盗み出して破壊したとするエピソードや、騎士の称号を得るために出自を改竄したとするエピソードなどが伝えられている。

## 作品

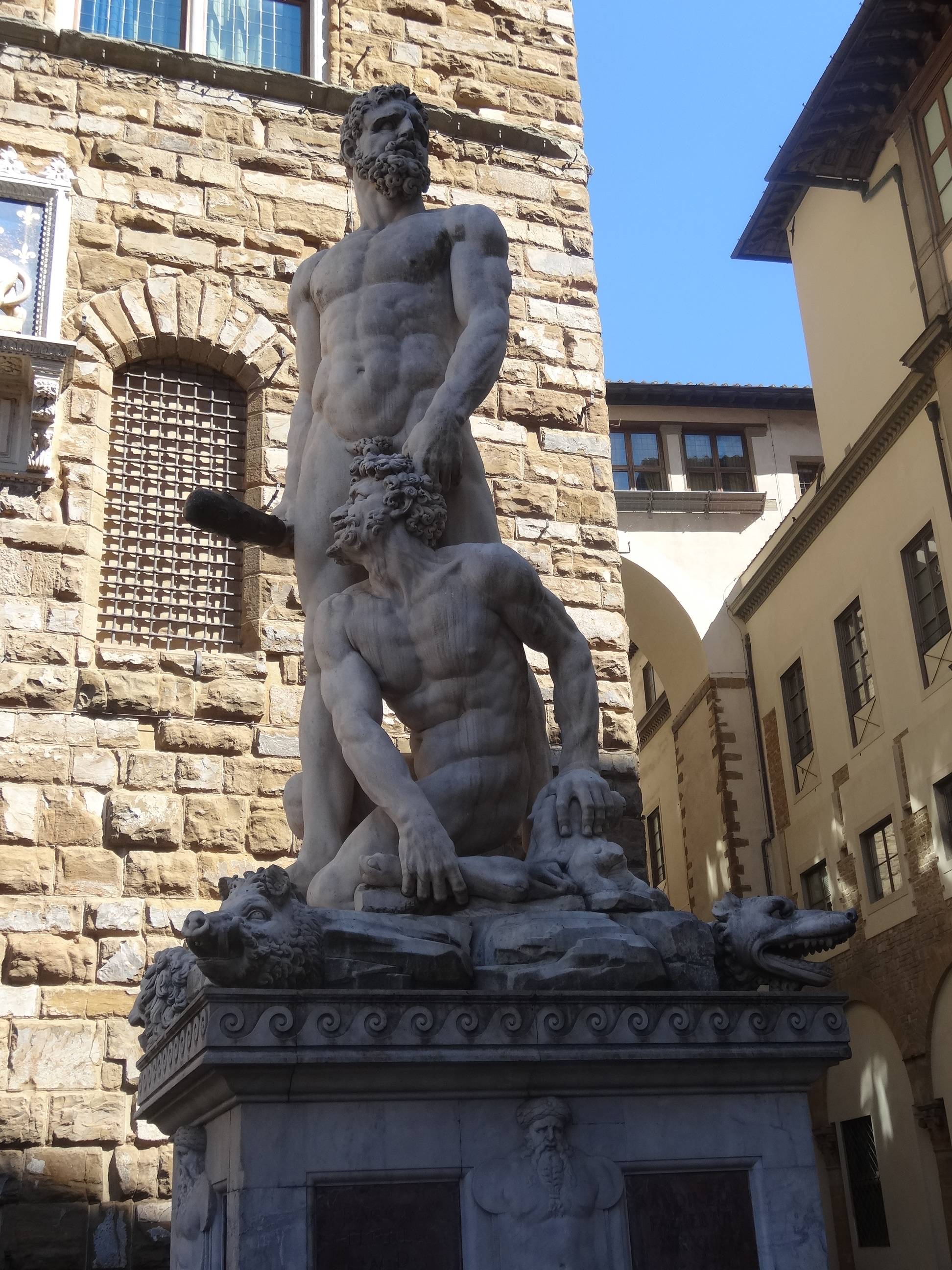
『ヘラクレスとカクス』 シニョリーア広場
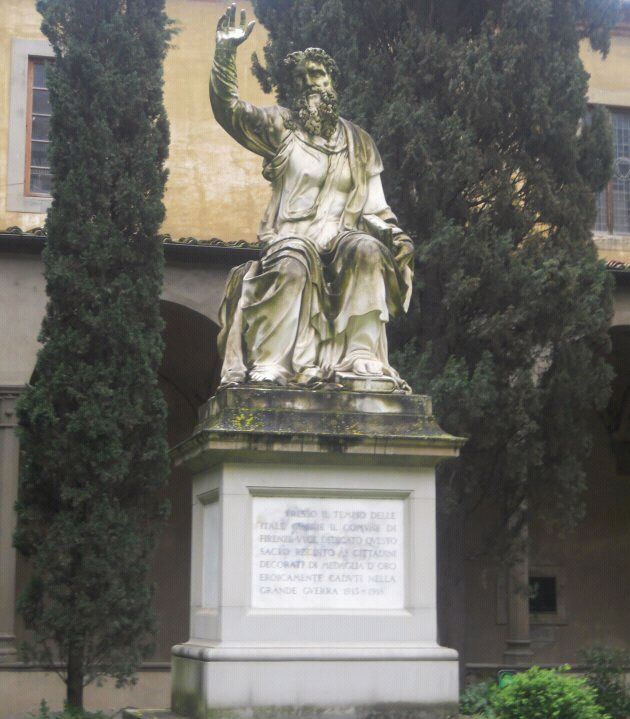
God the Father サンタ・マリア・デル・フィオーレ大聖堂
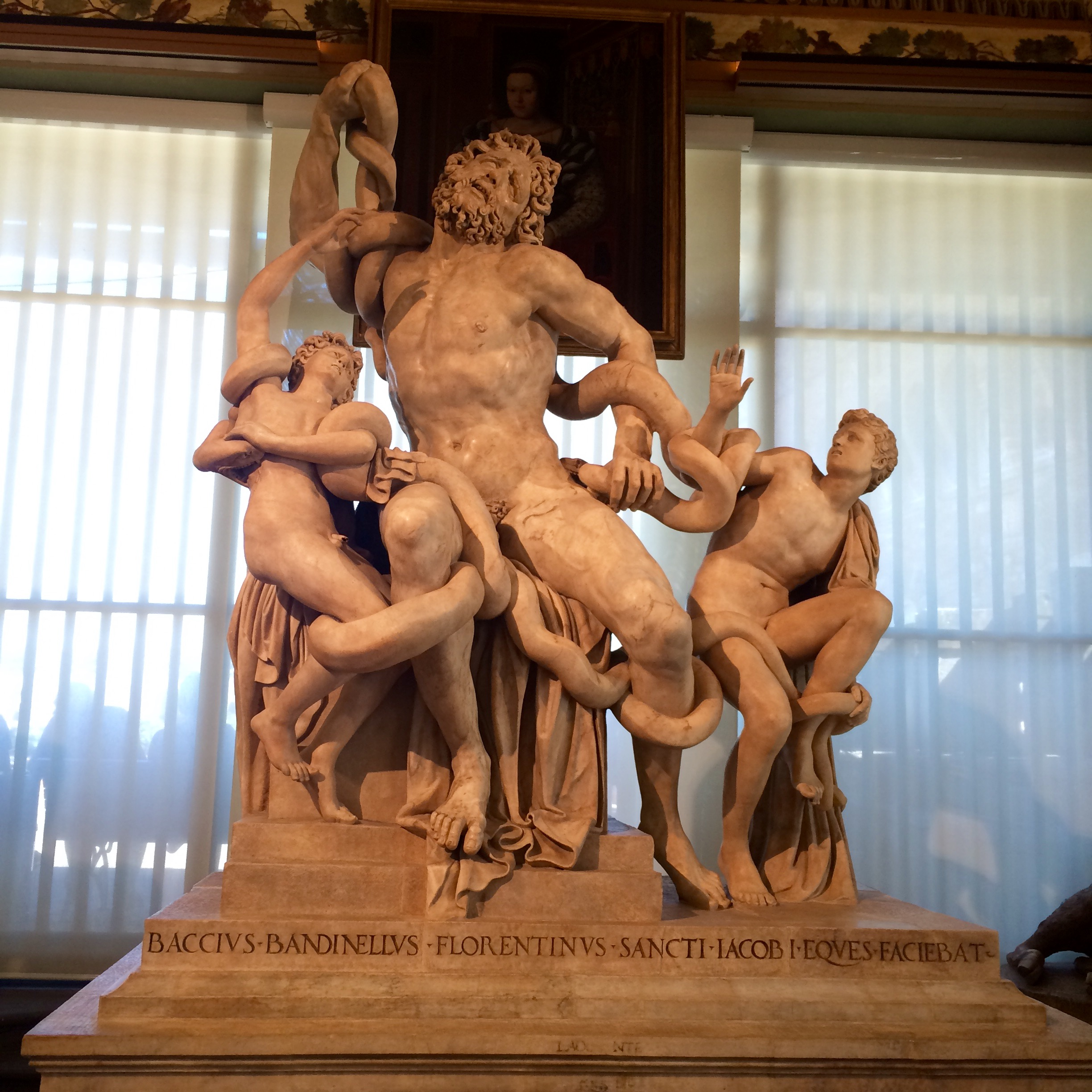
ラオコーン像(複製)
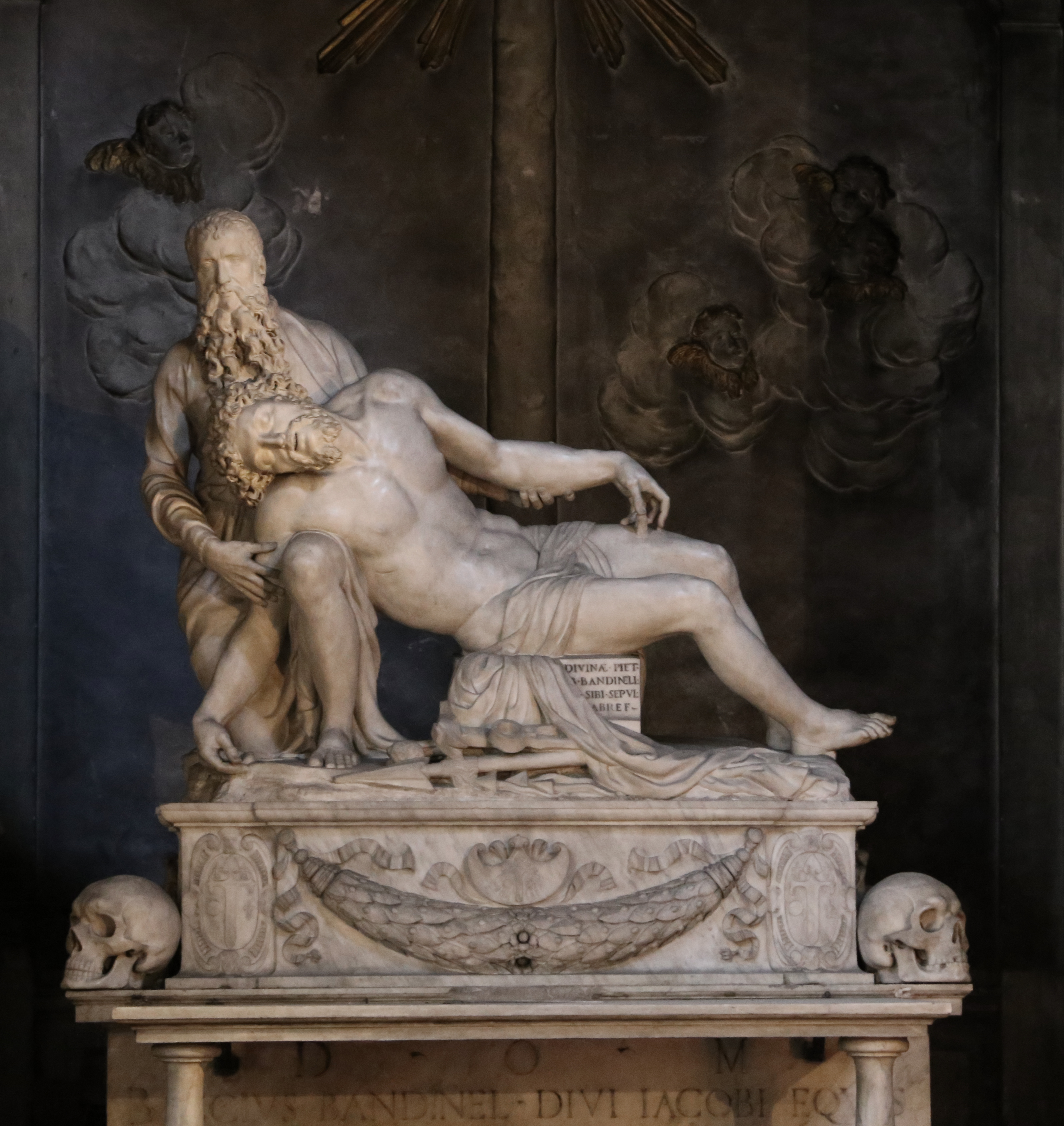
ピエタ